# Anthurium halmoorei
Anthurium halmoorei är en kallaväxtart som beskrevs av Thomas Bernard Croat. Anthurium halmoorei ingår i släktet Anthurium och familjen kallaväxter. Inga underarter finns listade.